# Pomacentrus saksonoi
Pomacentrus saksonoi là một loài cá biển thuộc chi Pomacentrus trong họ Cá thia. Loài này được mô tả lần đầu tiên vào năm 1991.

## Từ nguyên
Từ định danh được đặt theo tên của Anton Saksono, chủ của khu nghỉ dưỡng Palau Putri (tọa lạc tại quần đảo Seribu, Indonesia), người đã cung cấp chỗ ở, thuyền đi lại và hỗ trợ công tác hậu cần trong chuyến nghiên cứu của Allen tại nơi này.

## Phạm vi phân bố và môi trường sống
P. saksonoi được biết đến tại quần đảo Seribu và phía bắc đảo Sulawesi (Indonesia). Loài này sống tập trung gần những rạn san hô ở độ sâu từ 10 đến 20 m.

## Mô tả
Chiều dài lớn nhất được ghi nhận ở P. saksonoi là 10 cm. Vùng ngực và dưới đầu của chúng có màu vàng; cuống và vây đuôi màu trắng. Cá con có một đốm đen lớn viền xanh lam ở phía sau của vây lưng, và các vệt sọc màu xanh óng trên đầu.
Số gai ở vây lưng: 13; Số tia vây ở vây lưng: 15; Số gai ở vây hậu môn: 2; Số tia vây ở vây hậu môn: 16–17; Số gai ở vây bụng: 1; Số tia vây ở vây bụng: 5.

## Sinh thái học
Thức ăn của P. saksonoi bao gồm tảo và các loài động vật phù du. Cá đực có tập tính bảo vệ và chăm sóc trứng.